# Testistorsion
Testistorsion, testikeltorsion eller pungvred, är ett tillstånd när testikelns sädesledare och blodkärl (de som förser testikeln med blod och näring) snott sig kring sig själva (torsion). Detta leder till att testikelns blodcirkulation upphör och den sväller upp och blir väldigt öm. Det främsta symptomet är smärta i pungen. Andra symptom kan vara illamående och kräkningar på grund av att smärtan är oerhört kraftig. Små barn kan ha svårt att lokalisera smärta och de kan vid testistorsion istället klaga över magont. Det är därför viktigt att alltid undersöka testiklarna på barn som har ont i magen.
Pojkar/män med plötsligt påkomna, svåra smärtor i pungen ska alltid uppsöka sjukhus för undersökning om de kan ha drabbats av testistorsion. Det gäller att snabbt ta sig till akutmottagningen på närmaste sjukhus med akutkirurgisk verksamhet då behandlingen är kirurgisk. Ambulans kan behöva användas om det krävs för att snabbt komma till sjukhus.
Diagnosen ställs vanligen genom patientens/föräldrarnas berättelse och en undersökning av pungen. Vid tveksamma eller svårbedömda fall kan en ultraljudsundersökning (med användning av dopplerteknik) utföras, om det kan ske utan väntetid, varvid man vid testistorsion kan se nedsatt blodcirkulation i den ena testikeln. Ultraljudsundersökning har hög specificitet för testistorsion och hyfsad sensitivitet, men vanligen inte tillräckligt hög sensitivitet för den anses tillförlitlig för att kunna utesluta testistorsion.
Behandlingen är kirurgisk, vanligen under narkos. Operationen bör ske så snart som möjligt efter att diagnosen har ställts och helst inom ett par timmar efter symptomdebut. Vid operationen görs ett eller flera snitt i pungen för att nå testiklarna. Den testikel som har vridit sig, vrids tillbaka och man ser till att blodcirkulationen återställs. Testikeln sys sedan fast i pungen så att den inte ska kunna vrida sig igen. Den andra testikeln sys också fast i pungen för att förhindra samma sak på andra sidan. Om testikeln redan har dött av syrebrist i cellerna opereras den bort.
Om operation inte kan ske genast, till exempel på grund av otillräckliga operationsresurser eller lång väg till sjukhus med operationsavdelning, kan läkare försöka att vrida tillbaka testikeln utifrån, men det ska bara göras i nödfall.